# PGC 2179540
LEDA/PGC 2179540 ist eine Galaxie im Sternbild Andromeda am Nordsternhimmel. Sie ist schätzungsweise 234 Millionen Lichtjahre von der Milchstraße entfernt und hat einen Durchmesser von etwa 90.000 Lichtjahren. Vom Sonnensystem aus entfernt sich das Objekt mit einer errechneten Radialgeschwindigkeit von näherungsweise 5.100 Kilometern pro Sekunde.

## Galaktisches Umfeld
| Nr. | Galaxie          | Alternativname          | Rek          | Dek          | Distanz/asec |
| --- | ---------------- | ----------------------- | ------------ | ------------ | ------------ |
|     | LEDA/PGC 2179540 | 2MASX J02365123+4120214 | 02h36m51.24s | +41d20m21.3s | 0            |
| 1   | LEDA/PGC 2180175 | 2MASX J02374486+4122371 | 02h37m44.84s | +41d22m37.5s | 618.49       |
| 2   | LEDA/PGC 2181882 | 2MASX J02375267+4129192 | 02h37m52.65s | +41d29m19.3s | 875.24       |
| 3   | LEDA/PGC 2175409 | 2MASX J02363392+4104552 | 02h36m33.92s | +41d04m55.5s | 945.44       |
| 4   | LEDA/PGC 2175496 | 2MASX J02361607+4105116 | 02h36m16.06s | +41d05m11.4s | 992.59       |